# 赵安吉
赵安吉（英語：Angela Chao，1973年3月4日—2024年2月11日），美国华裔企业家，父母為台灣戰後上海移民，原福茂集团董事长兼首席执行官。赵锡成与赵朱木兰之女、赵小兰之妹。

## 生平
赵安吉于1973年出生于美国纽约州长岛北岸的赛奥西特，后在位于纽约市以北的韦斯特切斯特县哈里森长大。1994年毕业于哈佛大学，以极优等成绩（magna cum laude）获经济学学士学位。1994年至1996年间任职于美邦公司（现隶属于摩根士丹利）兼并与收购部门。1996年起在父亲赵锡成创办的航运巨头福茂集团工作。2001年获哈佛商学院工商管理硕士学位。2009年起任福茂集团副董事长。2018年起接替父亲担任集团董事长、首席执行官。
赵安吉还曾担任中国银行独立董事、中国船舶独立董事、中国对外贸易理事会副理事长、哈佛商学院院长顾问委员会成员、大都会艺术博物馆主席委员会成员、大都会歌剧院顾问委员会成员、特殊外科医院国际顾问委员会成员、亚裔美国人基金会顾问委员会共同主席等职。
2019年秋天，赵安吉与丈夫布雷耶决定搬到奥斯汀居住。
2024年2月10日晚，赵安吉驾驶的车掉入得克萨斯州约翰逊城一私人农场的池塘之中。警方与急救人员接到报案后于11日凌晨赶到现场，将赵安吉从水下救出。但最终她仍因抢救无效过世，终年50岁。
2月29日，得克萨斯州布兰科县警长办公室表示，赵安吉之死并非一起典型事故，並就赵安吉的死因進行刑事调查。3月8日，据美国媒体报道，赵安吉在驾驶特斯拉Model X时挂档操作失误，导致整辆车坠入池塘。3月20日，得克萨斯州警方公布的报告显示，赵安吉溺亡的原因是醉酒驾驶，其血液中的酒精浓度为每100毫升0.233克，是该州法定限度的三倍。

## 家庭
赵安吉之父是有“华人船王”之称的福茂集团创始人赵锡成，她是赵锡成与赵朱木兰的幼女。胞姐赵小兰为前美国交通部长、劳工部长，姐夫米奇·麦康奈尔则为美国参议院共和党领袖。
2009年1月，35岁的赵安吉与犹太裔银行家、Lazard前首席执行官布鲁斯·沃瑟斯坦结婚，是沃瑟斯坦的第四任妻子。但婚后不到一年，沃瑟斯坦就因心脏病发离世。2012年，她与匈牙利裔美国风险投资家、Facebook早期投资人吉姆·布雷耶再婚。两人育有一子。